# Silly-en-Saulnois
Silly-en-Saulnois (Duits:Sillingen) is een gemeente in het Franse departement Moselle (regio Grand Est) en telt 41 inwoners (2009). De plaats maakt deel uit van het arrondissement Metz.

## Geografie
De oppervlakte van Silly-en-Saulnois bedraagt 2,4 km², de bevolkingsdichtheid is dus 17,1 inwoners per km².
De onderstaande kaart toont de ligging van Silly-en-Saulnois met de belangrijkste infrastructuur en aangrenzende gemeenten.

## Demografie
Onderstaande figuur toont het verloop van het inwonertal (bron: INSEE-tellingen).